# Săn phù thủy

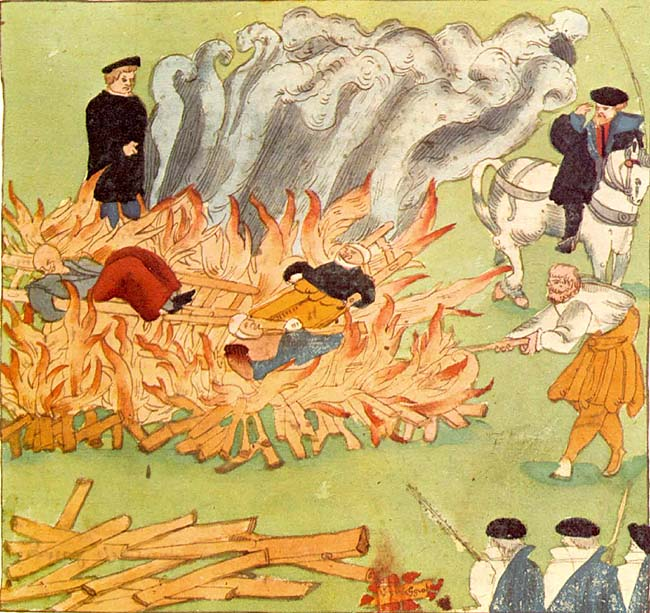
Thiêu sống ba "phù thủy" ở Baden, Thụy Sĩ (1585), Johann Jakob Wick

Săn phù thủy hay thanh trừng phù thủy là cuộc săn lùng những người được gắn mác phù thủy ở Châu Âu và Châu Mỹ Thuộc địa diễn ra trong Thời kỳ cận đại hoặc khoảng năm 1450 đến 1750. Các thống kê tại châu Âu ước tính khoảng 40.000 đến 50.000 vụ hành quyết. Ở các khu vực khác, như châu Phi và châu Á, các cuộc săn lùng phù thủy đương đại đã được báo cáo từ châu Phi cận Sahara và Papua New Guinea, và luật chính thức chống lại phù thủy vẫn được áp dụng ở Ả Rập Xê Út và Cameroon ngày nay.
Theo ngôn ngữ hiện đại, săn phù thủy có nghĩa ẩn dụ là một cuộc điều tra thường được tiến hành công khai, được cho là để phát hiện ra hoạt động lật đổ, sự không trung thành v.v., nhưng với mục đích nhắm vào các đối thủ chính trị.

## Thời cổ đại
Năm 451 Trước Công Nguyên, Luật pháp La Mã đã có quy định chống lại những câu "thần chú" và "bùa chú xấu xa" nhằm mục đích gây hại cho cây ngũ cốc. Năm 331 TCN, 170 phụ nữ bị hành quyết do nghi ngờ là phù thủy sau khi xuất hiện dịch bệnh. Titus Livius, một sử gia người La Mã, nhấn mạnh rằng đây là một cuộc đàn áp quy mô chưa từng có ở Roma.
Luật Lex Cornelia của người Cornelian do Lucius Cornelius Sulla ban hành năm 81 TCN đã trở thành một nguồn quan trọng của luật pháp châu Âu cuối thời trung cổ và đầu hiện đại về phù thủy. Luật này cấm buôn bán và sở hữu các loại thuốc và chất độc có hại, sở hữu những cuốn sách ma thuật và các vật dụng huyền bí khác. Strabo, Gaius Maecenas và Cassius Dio đều nhắc lại sự phản đối của người La Mã chống lại ma thuật và bói toán, và Tacitus đã sử dụng thuật ngữ mê tín dị đoan (religio-superstitio) để phân loại những hành vi ngoài vòng pháp luật này. Hoàng đế Augustus tăng cường hạn chế những thực hành này, chẳng hạn vào năm 31 TCN, bằng cách đốt cháy hơn 2.000 sách ma thuật ở Roma, ngoại trừ một số phần nhất định của Sách Sibylline linh thiêng. Trong giai đoạn Tiberius Claudius là hoàng đế, 45 đàn ông và 85 phụ nữ đã bị xử tử do nghi ngờ là phù thủy.
Từ thời cổ đại, Kinh Thánh Hebrew đã lên án phù thủy. Sách Phục truyền luật lệ ký 18: 10-12 chép: "Không có ai trong các ngươi được cho phép con trai hay con gái của mình nhảy qua lửa, hành nghề bói toán, hoặc kẻ hay xem sao mà bói, thầy phù thủy, thầy pháp, người đi hỏi đồng cốt, linh hồn, hay những kẻ cầu vong. Vì làm những điều này là ghê tởm với Chúa"; và Sách Xuất Hành 22:18 quy định: "Ngươi chớ để các phù thủy sống". Những câu chuyện như thế trong sách Samuel 1 (dòng 28), tường thuật việc Saul "đã loại trừ những phù thủy và thầy tà thuật ra khỏi xứ sở của mình", cho thấy rằng trong thực tế, việc thực hiện phép thuật ít nhất có thể dẫn đến lưu đày.
Trong thời kỳ Đền thờ thứ hai của Judea, Giáo sĩ Do Thái Simeon ben Shetach vào thế kỷ thứ nhất trước Công nguyên được cho là đã kết án tử hình tám mươi phụ nữ bị buộc tội phù thủy chỉ trong một ngày ở Ashkelon. Sau đó, những người họ hàng của người phụ nữ đã trả thù bằng cách đưa các nhân chứng giả chống lại con trai của Simeon và khiến anh ta bị hành quyết.

## Thời trung cổ

#### Cơ đốc giáo trong thời Trung cổ
Các hội đồng Elvira (năm 306), Ancyra ( năm 314) và Trullo (năm 692) đã áp đặt một số hạn chế nhất định của giáo hội cho việc thờ cúng "ma quỷ". Cách tiếp cận được cho là ít nặng nề này đại diện cho quan điểm của Giáo hội trong thời kỳ đầu. Ý định của các giáo sĩ trong Giáo hội Công giáo trong việc kiểm soát sự cuồng tín về thuật phù thủy và thuật chiêu hồn, thể hiện trong các sắc lệnh của Hội đồng Paderborn, vào năm 785, đã đặt ngoài vòng pháp luật việc kết án một người là phù thủy. Điều này phù hợp với những lời dạy của Canon Episcopi vào khoảng năm 900 (được cho là có từ năm 314), tuyên bố rằng thuật phù thủy không tồn tại, bản thân nó là sự dạy dỗ sai lầm và không chính thống. 

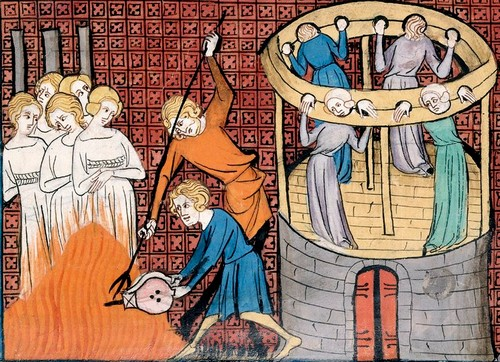
Thiêu sống phù thủy, thế kỷ 14

Trong một số vụ truy tố tội phù thủy, có vẻ như đã xảy ra tra tấn (được luật dân sự La Mã cho phép). Năm 866, Giáo hoàng Nicholas I, đã cấm việc sử dụng tra tấn, và một sắc lệnh tương tự có thể được tìm thấy trong Bộ đề văn Pseudo-Isidorian.
Tuy nhiên, những lời lên án về thuật phù thủy vẫn được tìm thấy trong các tác phẩm của Saint Augustine và các nhà thần học thời kỳ đầu, những người đã gần như gộp chung giữa phép phù thủy và việc thực hành các tôn giáo ngoại giáo. Nhiều người tin rằng phù thủy không tồn tại theo nghĩa triết học: Phù thủy dựa trên ảo ảnh và sức mạnh của cái ác, mà Augustine ví như bóng tối, một phi thực thể đại diện cho sự vắng mặt của ánh sáng. Tuy nhiên, Augustine và những tín đồ của ông như Thánh Thomas Aquinas đã ban hành những quy định phức tạp, bao gồm cả niềm tin rằng con người có thể giao ước với ma quỷ, điều này đã trở thành cơ sở của những cuộc săn phù thủy trong tương lai. Trớ trêu thay, nhiều giáo sĩ thời Trung cổ công khai hoặc bí mật thực hành Goetia, tin rằng Chúa Giê-su Christ ban cho các môn đồ quyền ra lệnh cho ma quỷ, do đó, việc triệu hồi và kiểm soát ma quỷ không phải là một tội lỗi.
Dù vị trí của từng giáo sĩ là gì, săn lùng phù thủy dường như vẫn tồn tại như một hiện tượng văn hóa. Có thể nói rằng, cuộc săn phù thủy nổi tiếng đầu tiên là vụ bắt cóc, tra tấn và hành quyết Hypatia, một nữ triết gia và nhà toán học đã đe dọa ảnh hưởng của Thánh Cyril thành Alexandria vào năm 415. Trong suốt đầu thời trung cổ, các nhà cai trị chủ chốt đã cấm cả phù thủy và tôn giáo ngoại giáo. Chẳng hạn, dưới thời Charlemagne, những người theo đạo Cơ đốc thực hành thuật phù thủy bị Giáo hội bắt làm nô lệ, trong khi những người tôn thờ "Ma quỷ" (các vị thần của Đức) bị giết ngay lập tức. Săn phù thủy cũng xuất hiện khá nhiều trong văn học thời kỳ này. Theo Snorri Sturluson, Vua Olaf Trygvasson đã thúc đẩy việc cải đạo Cơ đốc giáo ở Na Uy bằng cách dụ các pháp sư ngoại giáo đến hội trường của ông ta với lý do nào đó, rồi đóng cửa và thiêu chết họ. Một số người trốn thoát sau đó đã bị bắt và bị dìm chết.

#### Thời kỳ hậu Trung cổ

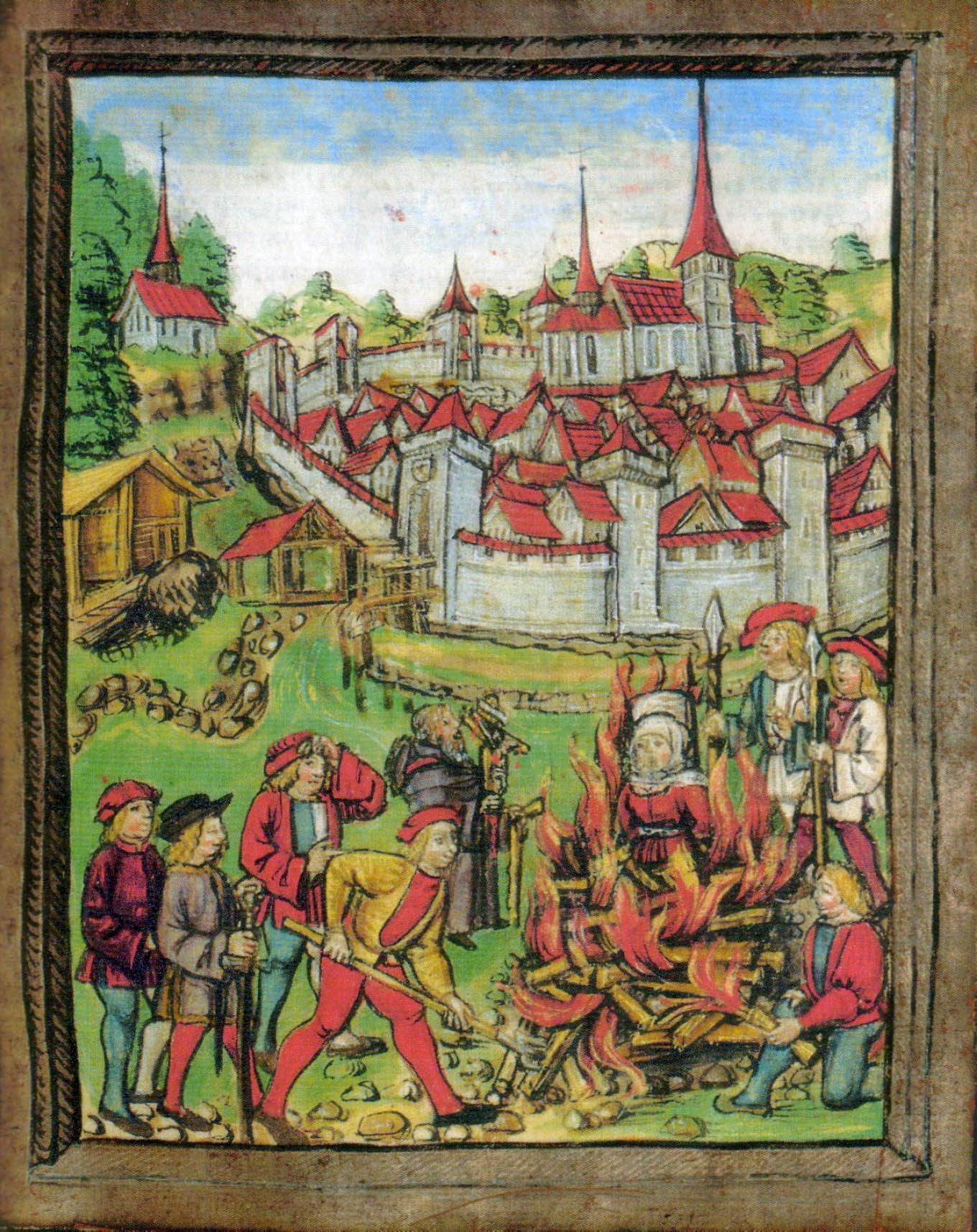
Vụ thiêu sống một phụ nữ ở Willisau, Thụy Sĩ, 1447

Vào thế kỷ 12, Toà thẩm giáo được thành lập, và được giao nhiệm vụ đối phó với nhóm Cathars của miền Nam nước Pháp, những người có giáo lý bao gồm cả phù thủy và ma thuật... Một số ý kiến cho rằng cuộc săn phù thủy đã phát triển ở Châu Âu từ những năm đầu của thế kỷ 14, sau khi Cathars và Hiệp sĩ dòng Đền bị đàn áp, giả thuyết này sau đó đã bị bác bỏ một cách độc lập bởi hai nhà sử học khác là Cohn (1975) và Kieckhefer (1976).
Năm 1258, Giáo hoàng Alexander IV tuyên bố rằng Tòa thẩm giáo không kết án các trường hợp được cho là phù thủy trừ khi chúng có liên quan đến dị giáo, Giáo hoàng John XXII sau đó đã ủy quyền cho Tòa thẩm giáo truy tố các thầy phù thủy vào năm 1320.
Trong trường hợp của Madonna Oriente năm 1384, Tòa thẩm giáo Milan đã chỉ đưa ra một mức án nhẹ với hai người phụ nữ đã thành lập giáo phái thờ Signora Oriente và Diana. Thông qua tuyên bố của mình, cả hai đã truyền tải tín ngưỡng dân gian truyền thống về ma thuật trắng. Tuy nhiên, khi họ bị điều tra lại vào năm 1390, họ bị buộc tội thông đồng với Ma quỷ, bị kết án và bị hành quyết bởi đao phủ.
Trong một vụ án khét tiếng vào năm 1425, Hermann II, Bá tước Celje đã buộc tội con dâu của mình là Veronika của Desenice về tội phù thủy - và mặc dù cô được tòa án tuyên bố trắng án, nhưng ông đã ra lệnh dìm chết cô. Trong trường hợp này, cáo buộc phù thủy được coi là cái cớ để Hermann thoát khỏi một cuộc "hôn nhân không cân xứng", Veronika được sinh ra trong giới quý tộc thấp hơn và do đó "không xứng đáng" với con trai của ông.
Một nhân vật Công giáo khác đã rao giảng chống lại thuật phù thủy là nhà thuyết giáo nổi tiếng của Dòng Phanxicô Bernardino ở Siena (1380–1444). Các bài giảng của Bernardino cho thấy cả hiện tượng thực hành mê tín dị đoan và phản ứng thái quá của người dân thường chống lại chúng. Tuy nhiên, rõ ràng là Bernardino không chỉ nghĩ đến việc sử dụng bùa chú và bùa ngải, mà còn đề cập đến những tội ác nghiêm trọng hơn nhiều, chủ yếu là giết người và sát hại trẻ em.
Có lẽ phiên tòa xét xử phù thủy khét tiếng nhất trong lịch sử là phiên tòa xét xử Joan of Arc. Mặc dù phiên tòa xét xử có động cơ chính trị, và bản án sau đó được lật lại, vị trí của Joan với tư cách là một phụ nữ và một phù thủy bị buộc tội đã trở thành những yếu tố quan trọng trong việc hành quyết cô. Hình phạt bị thiêu sống của Joan chỉ dành riêng cho phù thủy và dị giáo, ngụ ý rằng một cơ thể bị đốt cháy sẽ không thể sống lại vào Ngày Phán xét.

## Thời cận đại

### Các cuộc săn phù thủy trong giai đoạn đầu thời kỳ cận đại

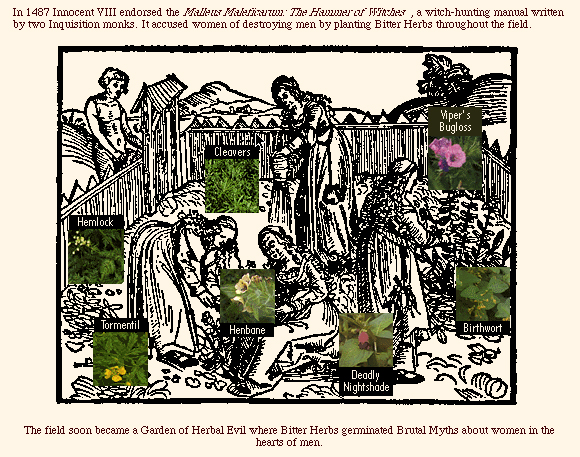
Malleus Maleficarum (Hammer of Witches), xuất bản năm 1487, buộc tội phụ nữ hủy hoại đàn ông bằng cách trồng các loại thảo mộc đắng trên khắp cánh đồng.

Sự trỗi dậy của các cuộc săn lùng phù thủy vào cuối thời kỳ trung cổ, diễn ra với một phần hoặc ít nhất là sự ủng hộ từ phía Nhà thờ, đi kèm với một số phát triển trong học thuyết Cơ đốc giáo. Chẳng hạn, sự công nhận của sự tồn tại của thuật phù thủy như một dạng ảnh hưởng của Satan và việc phân loại nó như một tà giáo. Khi thuyết huyền bí thời Phục hưng giành được sức hút trong các tầng lớp có học, niềm tin vào phép phù thủy, trong thời kỳ trung cổ là một phần của tôn giáo dân gian của những người dân nông thôn ít học, đã được đưa vào thần học một cách ngày càng toàn diện về Satan như là nguồn gốc cuối cùng của tất cả tội ác. Những thay đổi học thuyết này đã được hoàn thành vào giữa thế kỷ 15, đặc biệt là sau sự ra đời của Công đồng Basel và tập trung vào Công quốc Savoy ở phía tây dãy Alps, dẫn đến một loạt các phiên tòa xét xử phù thủy ban đầu của cả tòa án thế tục và giáo hội vào nửa sau của thế kỷ 15.
Năm 1484, Giáo hoàng Innocent VIII ban hành Summis desiderantesinitybus, một Tông sắc cho phép "xử phạt, bỏ tù, tra tấn và hành quyết" những người sùng bái ma quỷ và một số các tội khác. Ông đã làm như vậy theo đề nghị của thẩm tra viên - linh mục Heinrich Kramer, người đã bị các giám mục địa phương ở Đức ngăn cản việc điều tra các hoạt động trên. Tuy nhiên, các nhà sử học như Ludwig von Pastor nhấn mạnh rằng Tông sắc không cho phép bất cứ điều gì mới, cũng như không nhất thiết ràng buộc với lương tâm Công giáo. Ba năm sau, vào năm 1487, Kramer xuất bản cuốn sách Malleus Maleficarum, chuyên luận nổi tiếng nhất về phù thủy, nhờ có máy in mới được phát minh, đã thu hút được rất nhiều độc giả. Cuốn sách đã được tái bản 14 lần cho đến năm 1520 và trở nên có ảnh hưởng lớn trong các tòa án thế tục.

### Châu Âu thời kỳ cận đại và Châu Mỹ thuộc địa

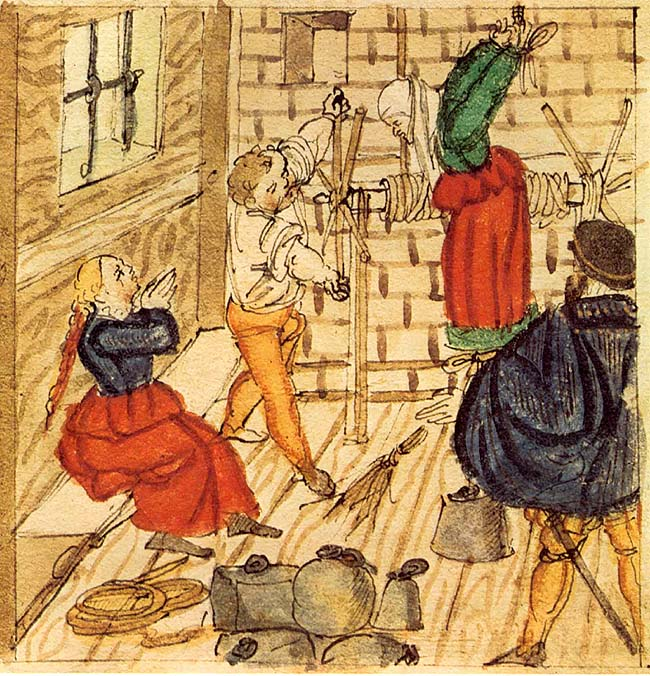
Cuộc tra tấn được sử dụng đối với các phù thủy bị buộc tội, 1577

Các cuộc điều tra phù thủy ở Châu Âu Thời cận đại diễn ra theo từng đợt và sau đó lắng xuống. Đã có những cuộc điều tra vào thế kỷ 15 và đầu thế kỷ 16, nhưng sau đó nỗi sợ hãi phù thủy dần giảm bớt, trước khi trở thành một vấn đề lớn một lần nữa và đạt đến đỉnh điểm vào thế kỷ 17, đặc biệt là trong Chiến tranh Ba mươi năm. Những gì trước đây là niềm tin rằng một số người sở hữu khả năng siêu nhiên (đôi khi được sử dụng để bảo vệ người dân), giờ đây đã trở thành dấu hiệu của một khế ước giữa những người có khả năng siêu nhiên và ma quỷ. Để biện minh cho các vụ giết người, Cơ đốc giáo và các tổ chức thế tục ủy nhiệm của nó cho rằng phù thủy có liên quan đến các bữa tiệc nghi lễ hoang dã của Satan, trong đó có khiêu vũ khỏa thân và nghi thức ăn thịt đồng loại. Nó cũng được coi là tà giáo vì đi ngược lại điều đầu tiên trong mười điều răn ("Các ngươi không được có thần nào khác ngoài Ta") hoặc vi phạm sự linh thiêng, trong trường hợp này đề cập đến sự linh thiêng của thần thánh, không phải của thế gian. Kinh thánh khác cũng thường xuyên được trích dẫn, đặc biệt là sắc lệnh của Exodus rằng "Các ngươi không được phép để phù thủy sống" (Exodus 22:18), được nhiều người ủng hộ.
Các cuộc săn lùng phù thủy đã xuất hiện trên khắp châu Âu thời cận đại, nhưng khu vực săn phù thủy quan trọng nhất ở châu Âu là miền trung và miền nam nước Đức. Đức là nước đi đầu về số lượng các cuộc điều tra, so với các khu vực khác của Châu Âu. Các cuộc săn phù thủy lần đầu tiên xuất hiện với số lượng lớn ở miền nam nước Pháp và Thụy Sĩ trong thế kỷ 14 và 15. Ở tây nam nước Đức, Những năm đỉnh cao của các cuộc săn lùng là từ năm 1561 đến năm 1670. Trong cuộc đàn áp lớn đầu tiên ở châu Âu được ghi lại trong cuốn sách "True and Horrifying Deeds of 63 Witches”, các phù thủy bị bắt, xét xử, kết tội và thiêu sống trong phủ lãnh chúa Wiesensteig ở tây nam nước Đức. Đàn áp phù thủy lan rộng khắp tất cả các khu vực của châu Âu, bao gồm cả Scotland và vùng ngoại vi cực bắc của châu Âu ở phía bắc Na Uy. Những ý tưởng học hỏi của người châu Âu về thuật phù thủy, ý tưởng về ma quỷ ảnh hưởng mạnh mẽ đến việc săn lùng phù thủy ở phương Bắc. Những cuộc săn lùng phù thủy này một phần do các yếu tố kinh tế thúc đẩy vì mối quan hệ đáng kể giữa áp lực kinh tế và hoạt động săn lùng phù thủy có thể được tìm thấy ở các vùng như Bavaria và Scotland.
Ở Đan Mạch, việc thiêu sống các phù thủy gia tăng sau cuộc cải cách năm 1536. Đặc biệt, vua Christian IV của Đan Mạch đã khuyến khích điều này. Hàng trăm người đã bị kết tội phù thủy và bị thiêu sống. Tại quận Finnmark, miền bắc Na Uy, các phiên tòa xét xử phù thủy hà khắc đã diễn ra trong khoảng thời gian 1600–1692. Steilneset Memorial, một đài tưởng niệm có quy mô quốc tế, đã được xây dựng để tưởng nhớ các nạn nhân của các vụ xét xử phù thủy Finnmark. Ở Anh, Đạo luật Phù thủy năm 1542 quy định các hình phạt đối với hành vi phù thủy. Trong các phiên tòa xét xử phù thủy Bắc Berwick ở Scotland, hơn 70 mọi người bị buộc tội là phù thủy vì thời tiết xấu khi James VI của Scotland, người có chung sở thích với nhà vua Đan Mạch trong các phiên tòa xét xử phù thủy, lên đường đến Đan Mạch vào năm 1590 để gặp Anne của Đan Mạch đã hứa hôn của ông. Theo một cuốn sách nhỏ được lưu hành rộng rãi, "Newes từ Scotland," James VI đích thân chủ trì việc tra tấn và hành quyết bác sĩ Fian. Thật vậy, James đã xuất bản một cuốn sách hướng dẫn săn lùng phù thủy, Daemonologie, trong đó có câu châm ngôn nổi tiếng: "Trải nghiệm hàng ngày chứng tỏ họ ghê tởm thế nào khi thú nhận mà không bị tra tấn." Sau đó, phiên tòa xét xử phù thủy Pendle năm 1612 đã gia nhập hàng ngũ những phiên tòa xét xử phù thủy nổi tiếng nhất trong lịch sử nước Anh.

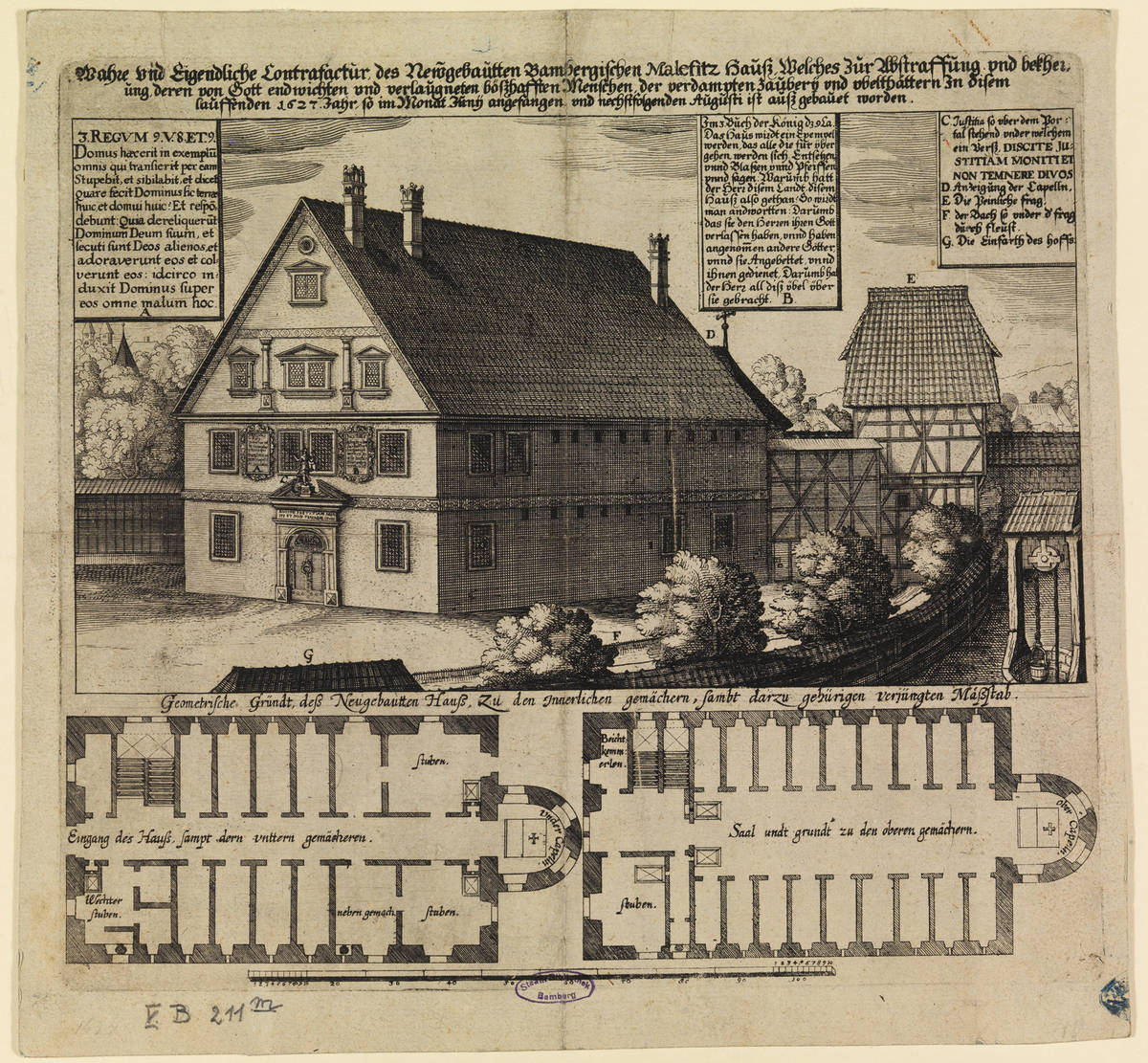
Malefizhaus của Bamberg, Đức, nơi giam giữ và thẩm vấn người bị nghi là phù thủy, bản khắc năm 1627.

Ở Anh, hoạt động săn lùng phù thủy đã đạt đến đỉnh cao vào năm 1644 đến 1647 do những nỗ lực của Matthew Hopkins. Mặc dù không sự ủy quyền chính thức của Quốc hội, Hopkins và các cộng sự của anh ta đã kiếm được những khoản phí khổng lồ từ các thị trấn trong cuộc Nội chiến Anh. Cuộc săn lùng phù thủy của Hopkins tuy chỉ diễn ra trong thời gian ngắn, nhưng có vai trò quan trọng với hơn 300 vụ kết án và cái chết được cho là do liên quan đến ông.  Hopkins đã viết The Discovery of Witches, một cuốn sách về phương pháp của ông, mô tả sự khởi đầu bất ngờ của mình trong vai trò một thợ săn phù thủy, các phương pháp sử dụng để thẩm vấn và các bài kiểm tra ông sử dụng để điều tra các cáo buộc: bắt họ khỏa thân để tìm ra dấu phù thủy, bài kiểm tra "nổi", và chích da. Bài kiểm tra "nổi", bao gồm ném một phù thủy đang bị trói trên ghế vào một ao nước để xem cô ấy có nổi hay không, đã bị ngừng vào năm 1645 do các thách thức pháp lý. Cuốn sách được xuất bản năm 1647 và nhanh chóng trở thành một văn bản luật có ảnh hưởng, rồi được sử dụng ở các thuộc địa của Mỹ từ tháng 5 năm 1647 với Margaret Jones là người đầu tiên bị hành quyết vì tội phù thủy ở Massachusetts.
Các cuộc săn phù thủy bắt đầu xảy ra ở Bắc Mỹ trong khi Hopkins đang săn lùng phù thủy ở Anh. Vào năm 1645, bốn mươi sáu năm trước khi diễn ra các phiên tòa xét xử phù thủy Salem khét tiếng, Springfield, Massachusetts là nơi đầu tiên trải qua những cáo buộc phù thủy của nước Mỹ khi vợ chồng Hugh và Mary Parsons buộc tội nhau là phù thủy. Trong phiên tòa xét xử phù thủy đầu tiên của Mỹ, Hugh được cho là vô tội, trong khi Mary được trắng án về tội phù thủy nhưng cô vẫn bị kết án treo cổ như hình phạt cho cái chết của đứa con mình. Cô sau đó đã chết trong tù. Khoảng 80 người trên khắp Thuộc địa Vịnh Massachusetts của Anh đã bị buộc tội hành nghề phù thủy; 13 phụ nữ và hai người đàn ông đã bị hành quyết trong một cuộc săn lùng phù thủy xảy ra khắp New England và kéo dài từ năm 1645–1663.
Các ước tính của giới học giả hiện nay về số người bị hành quyết vì tội phù thủy dao động từ khoảng 40.000 đến 50.000 người. Tổng số các phiên tòa xét xử phù thủy ở châu Âu được cho là đã kết thúc bằng các vụ hành quyết là khoảng 12.000. Những nhà phê bình nổi tiếng đương thời về các cuộc săn phù thủy bao gồm Gianfrancesco Ponzinibio (1520), Johannes Wier (1515–1588), Reginald Scot (1538–1599), Cornelius Loos (1546–1595), Anton Praetorius (1560–1613), Alonso Salazar y Frías (1564–1636), Friedrich Spee (1591–1635), và Balthasar Bekker (1634–1698). Trong số các phiên tòa lớn nhất và đáng chú ý nhất là các phiên tòa xét xử phù thủy Trier (1581–1593), các phiên tòa xét xử phù thủy Fulda (1603–1606), tòa án phù thủy Würzburg (1626–1631) và các tòa án phù thủy Bamberg (1626–1631).
Ngoài các phiên tòa xét xử phù thủy đã biết, các cuộc săn lùng phù thủy còn được tiến hành bởi những "thợ săn" tự phát, những người có thể hành quyết nạn nhân của họ. Ví dụ, ở Scotland, các vụ giết gia súc bị đổ lỗi cho các phù thủy, thường là phụ nữ nông dân, những người bị trừng phạt "thích đáng". Một phương pháp phổ biến là rạch trên trán một người phụ nữ để loại bỏ sức mạnh ma thuật của cô ấy. Đây được coi là một loại thủ tục khẩn cấp có thể được thực hiện khi không có cơ quan tư pháp.

### Những cuộc săn lùng phù thủy cuối cùng ở châu Âu

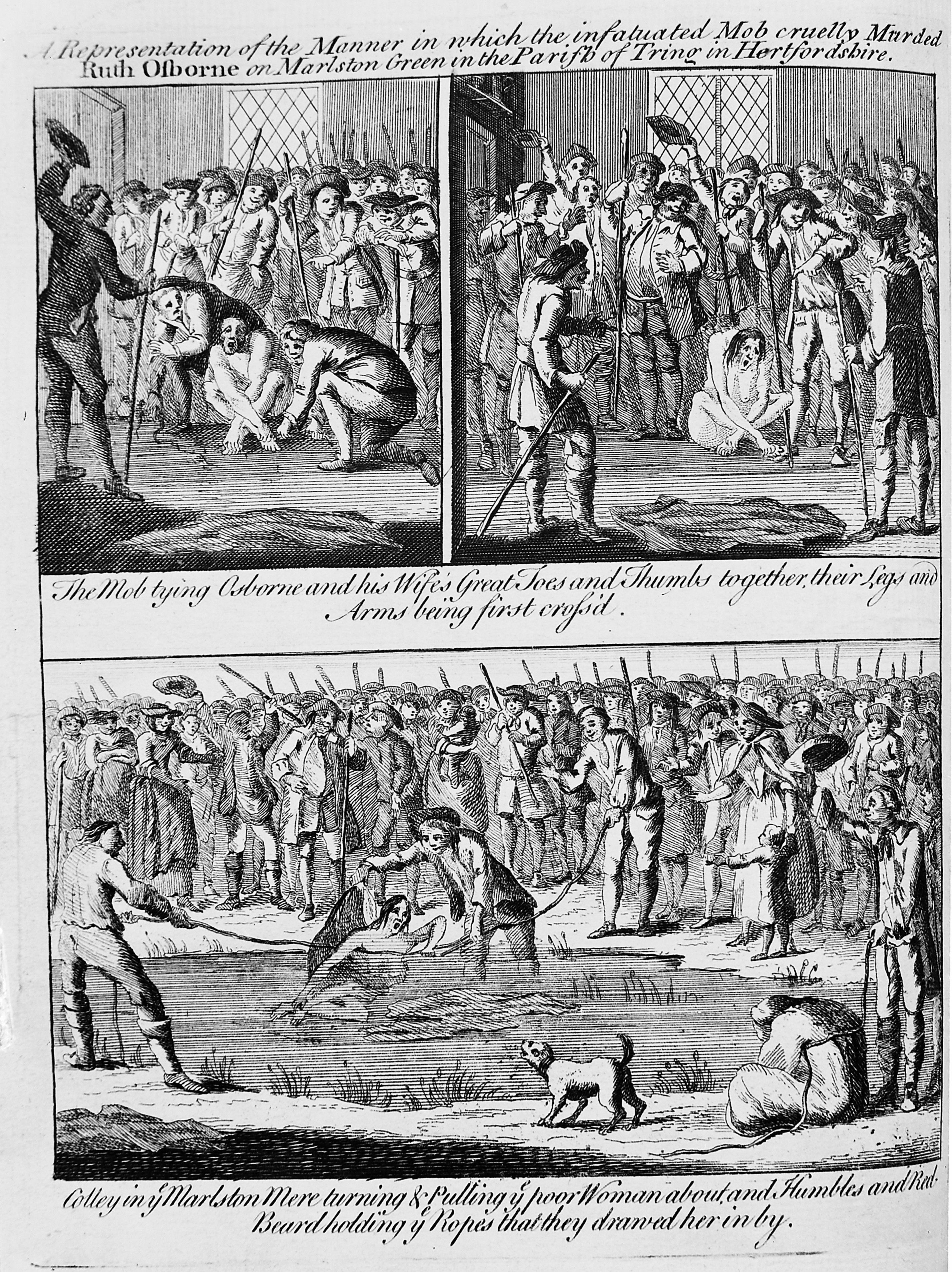
Cái chết của một người được cho là phù thủy, với Thomas Colley là kẻ xúi giục

Trong giai đoạn 1542-1735 ở Anh và Scotland, một loạt các Đạo luật Phù thủy được ban hành bao gồm các hình phạt (thường là tử hình, đôi khi bị tống giam) đối với những cá nhân dùng hoặc tự nhận đã dùng ma thuật. Các vụ hành quyết của Temperance Lloyd, Mary Trembles và Susanna Edwards vào năm 1682 tại Exeter là những vụ hành quyết phù thủy cuối cùng ở Anh. Năm 1711, Joseph Addison đăng một bài trên tạp chí The Spectator (số 117) danh tiếng để chỉ trích sự phi lý và bất công xã hội trong cách đối xử với những phụ nữ già yếu (còn được gọi là "Moll White") như phù thủy. Jane Wenham là một trong những người cuối cùng bị cáo buộc là phù thủy vào năm 1712 ở Anh. Cô bị kết án nhưng được ân xá và trả tự do. Janet Horne bị xử tử vì tội phù thủy ở Scotland năm 1727. Đạo luật phù thủy cuối cùng năm 1735 cho phép truy tố tội lừa đảo chứ không còn là tội phù thủy vì lúc bấy giờ xã hội không còn tin rằng các cá nhân có sức mạnh siêu nhiên thực sự hoặc giao ước với Satan. Tuy nhiên, đạo luật tiếp tục được sử dụng để truy tố những người tin vào tâm linh và người gypsy cho tới thập niên 1940. Năm 1951, nó cuối cùng cũng bị bãi bỏ.
Vụ hành quyết phù thủy cuối cùng ở Cộng hòa Hà Lan khả năng cao diễn ra vào năm 1613. Ở Đan Mạch, điều này diễn ra vào năm 1693 với vụ hành quyết Anna Palles, và ở Na Uy, người bị hành quyết cuối cùng là Johanne Nilsdatter vào năm 1695. Ở các khu vực khác ở châu Âu, tục lệ này sau đó mới bị mai một. Ở Pháp, Louis Debaraz là người cuối cùng bị xử tử vì tội phù thủy vào năm 1745. Ở Đức, bản án tử hình phù thủy cuối cùng là của Anna Schwegelin ở Kempten vào năm 1775 (mặc dù không được thi hành). Phiên tòa phù thủy Doruchów ở Ba Lan vào năm 1783 là phiên tòa xét xử phù thủy chính thức cuối cùng. Không có nguồn uy tín nào xác nhận sự hành quyết sau phiên tòa. Giáo sư Janusz Tazbir nghi ngờ kết quả của phiên tòa này trong cuốn sách của mình. Năm 1793, hai người phụ nữ không rõ tên tuổi đã bị hành quyết với các thủ tục pháp lý mơ hồ ở Poznań, Ba Lan.
Anna Göldi bị hành quyết ở Glarus, Thụy Sĩ năm 1782 và Barbara Zdunk ở Phổ năm 1811. Cả hai là những người phụ nữ cuối cùng bị hành quyết vì tội phù thủy ở châu Âu, nhưng trong cả hai bản án chính thức, chúng không đề cập đến ma thuật vì nó không còn bị coi là vi phạm đạo luật.

## Thống kê

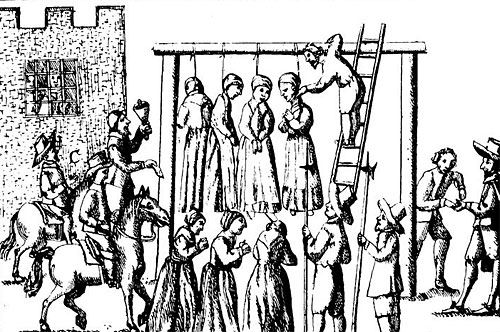
Hình ảnh nghi phạm phù thủy bị treo cổ ở Anh, xuất bản năm 1655

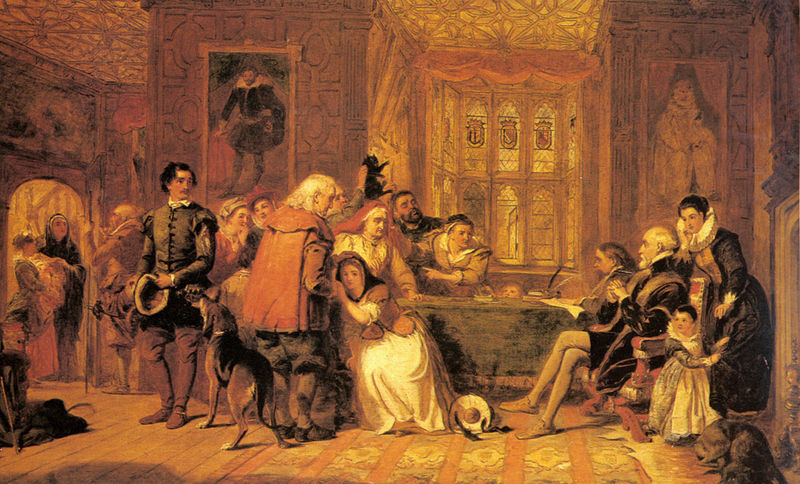
Một phiên tòa xét xử phù thủy, tranh vẽ của William Powell Frith (1848).

Các thống kê của giới học thuật hiện đại ước tính số vụ hành quyết trong khoảng thời gian 300 năm của các cuộc săn lùng phù thủy ở châu Âu vào khoảng từ 40.000 đến 60.000 (xem thống kê chi tiết bên dưới). Phần lớn trong số những người bị buộc tội là từ các tầng lớp kinh tế thấp hơn trong xã hội châu Âu, mặc dù trong một số trường hợp hiếm hoi hơn, các cá nhân cấp cao cũng bị buộc tội. Trên cơ sở bằng chứng này, Scarre và Callow khẳng định rằng "một phù thủy điển hình sẽ là vợ hoặc góa phụ của một nông dân hoặc tá điền, và cô ta nổi tiếng với bản tính hay cãi vã và hung dữ".
Trong khi dường như phần lớn nạn nhân ở Đức là phụ nữ, ở các khu vực khác của châu Âu, các cuộc săn lùng phù thủy chủ yếu nhắm vào nam giới, do đó ở Iceland 92% bị cáo là nam giới, ở Estonia là 60% và ở Moscow. 2/3 trong số những người bị buộc tội là nam giới. Ở Phần Lan, tổng cộng hơn 100 tử tù chia đều cho cả nam và nữ, nhưng ở Ålanders tất cả án phù thủy đều là phụ nữ.
Tại một thời điểm, trong các phiên tòa ở Würzburg năm 1629, trẻ em chiếm 60% trong số những người bị buộc tội, mặc dù con số này đã giảm xuống còn 17% vào cuối năm. Rapley (1998) tuyên bố rằng 75-80% trong tổng số "40.000 đến 50.000" nạn nhân là phụ nữ. Thông tin "hàng triệu phù thủy" (thường là: " chín triệu phù thủy ") đã bị giết ở châu Âu thường được cho là không đáng tin cậy, mặc dù nó thỉnh thoảng được tìm thấy trong văn học phổ thông, và cuối cùng là trong một cuốn sách nhỏ năm 1791 của Gottfried Christian Voigt.
Thống kê của William Monter về số vụ xét xử phù thủy và hành quyết ở các khu vực khác nhau của Châu Âu trong giai đoạn 1450–1750:
| Khu vực                                                            | Số vụ xét xử | Số người bị hành quyết |
| ------------------------------------------------------------------ | ------------ | ---------------------- |
| Quần đảo Anh                                                       | ≈5,000       | ≈1.500–2.000           |
| Đế quốc La Mã Thần Thánh (Đức, Hà Lan, Thụy Sĩ, Lorraine, Áo, Séc) | ≈50,000      | ≈25.000–30.000         |
| Pháp                                                               | ≈3,000       | ≈1,000                 |
| Bán Đảo Scandinavia                                                | ≈5,000       | ≈1,700–2,000           |
| Trung & Đông Âu (Ba Lan-Litva, Hungary và Nga)                     | ≈7,000       | ≈2,000                 |
| Nam Âu (Tây Ban Nha, Bồ Đào Nha và Ý)                              | ≈10,000      | ≈1,000                 |
| Tổng cộng:                                                         | ≈80,000      | ≈35,000                |